# Salomé Magouo
Salomé Magouo, née en 1980 à Mayo Kani Nord, est une femme politique camerounaise et une députée de la Xe législature camerounaise.

## Biographie

### Enfance, éducation et débuts
Née à Mayo Kani en 1980, l'honorable Salomé Magouo vient d'une famille modeste. Elle fait ses études primaires et secondaires dans sa région natale. Après son diplôme, elle s'engage dans la vie publique, nourrissant un intérêt profond pour la politique dès son jeune âge.

### Carrière
Magouo Salomé commence sa carrière politique en tant que membre du Rassemblement Démocratique du Peuple Camerounais (RDPC). Elle est élue à l'Assemblée nationale lors des élections législatives de 2020, représentant la circonscription de Mayo Kani Nord.
Au sein de l'Assemblée nationale, elle est impliquée dans diverses commissions. Son mandat est entaché par des accusations de favoritisme liées au recrutement de ses filles à l'Assemblée nationale, ce qui suscite un débat sur l'éthique au sein du système politique camerounais,.